# Ahmed ben Dagher

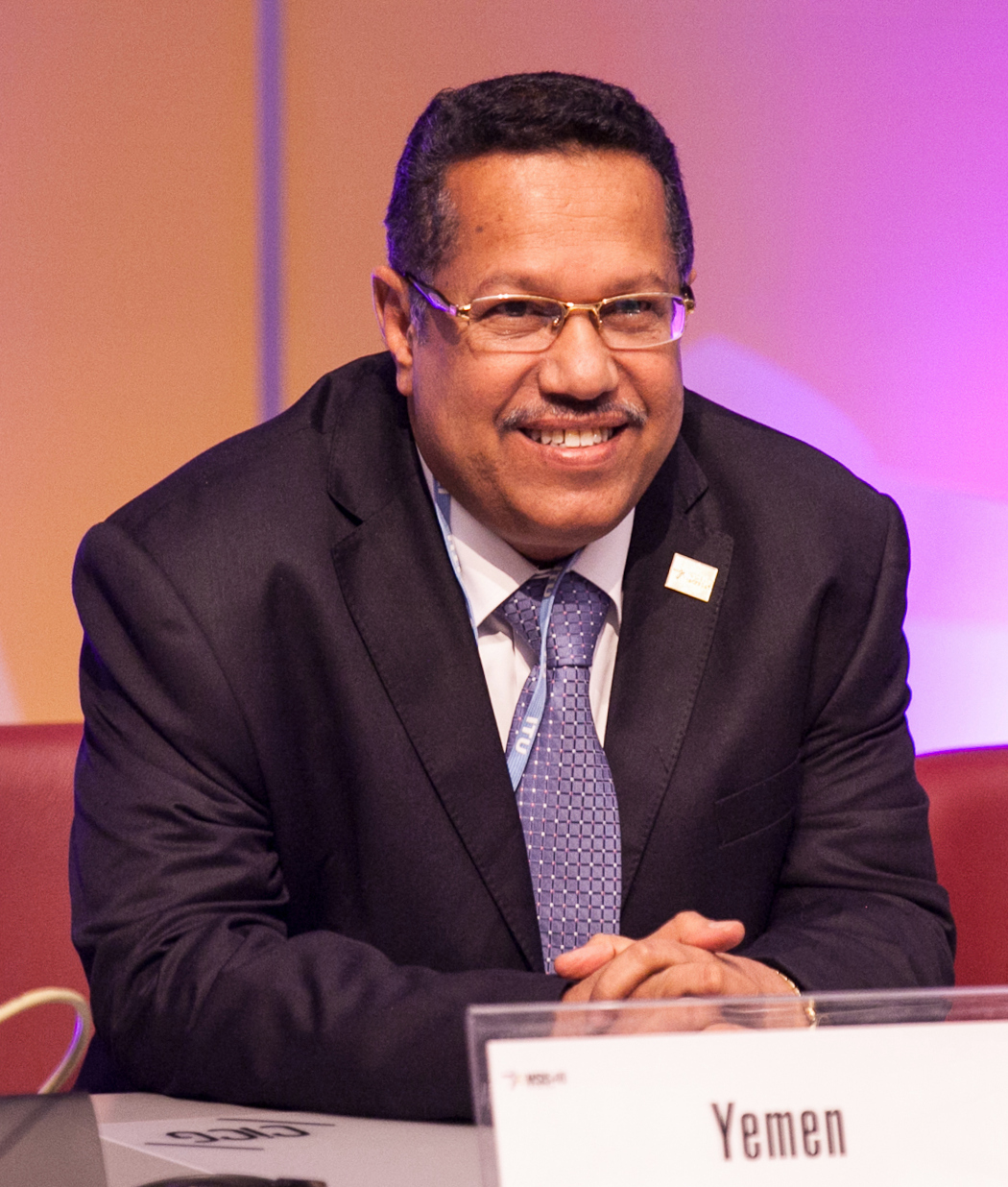
Ahmed Obeid bin Daghr

Ahmed Obeid bin Daghr (nascido em 2 de dezembro de 1952) é um político iemenita que ocupa o cargo de primeiro-ministro do Iêmen desde 4 de abril de 2016 como parte do governo estabelecido em Áden apoiado pela Arábia Saudita. Sucedeu Khaled Mahfoudh Bahah, que foi demitido. Em 22 de setembro de 2016, Dagher retornou ao Iêmen juntamente com sete ministros, viajando de Riade para Áden. 